# Haunted House
Haunted House (укр. Будинок з привидами) — одна з перших консольних ігор у жанрі survival horror, розроблена та випущена компанією Atari для приставки Atari 2600 1981 року.